# Kloster Neu-Jerusalem

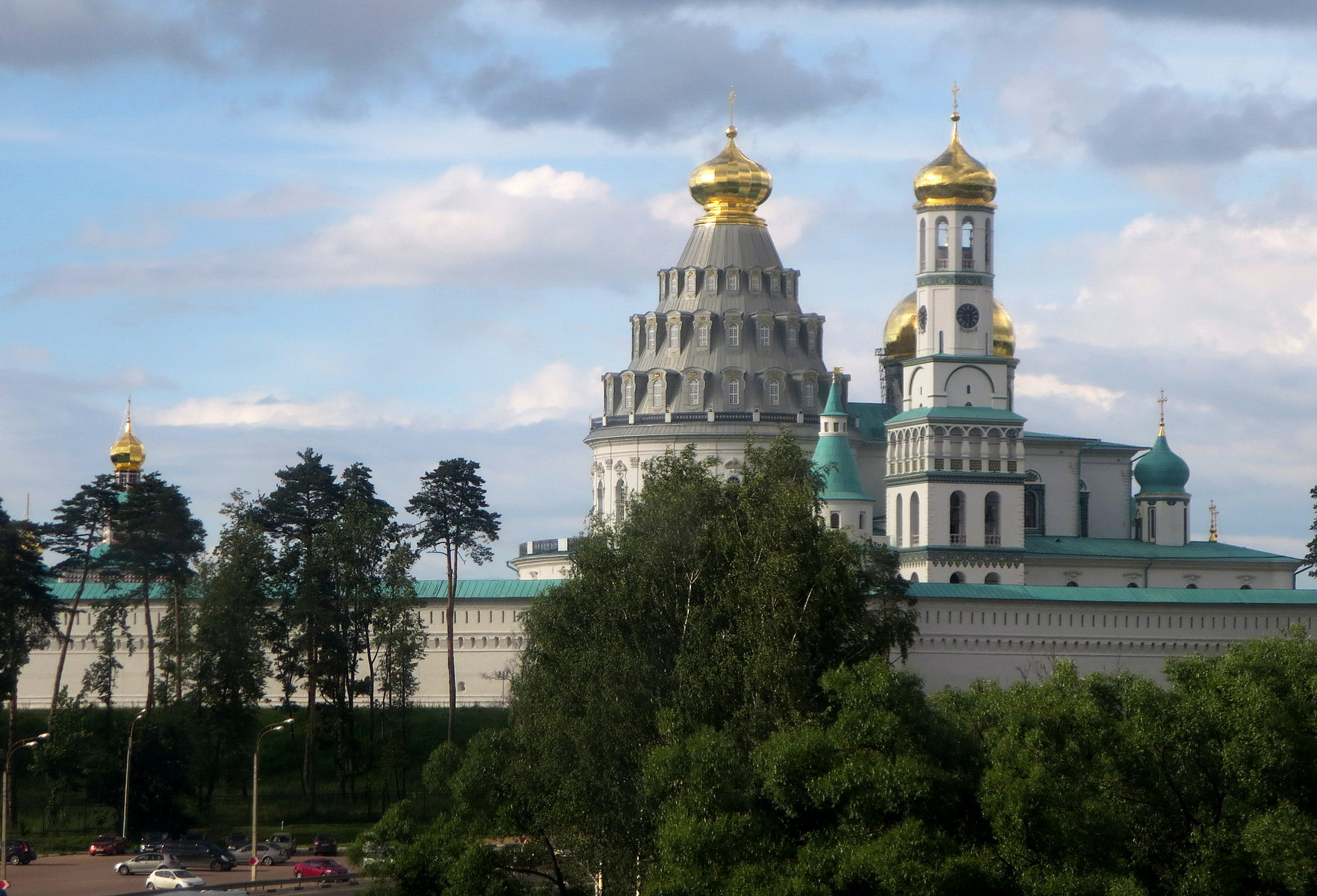
Wiederauferstehungs-Kloster in Istra, nach der Restaurierung u. a. des Glockenturms, Juli 2017

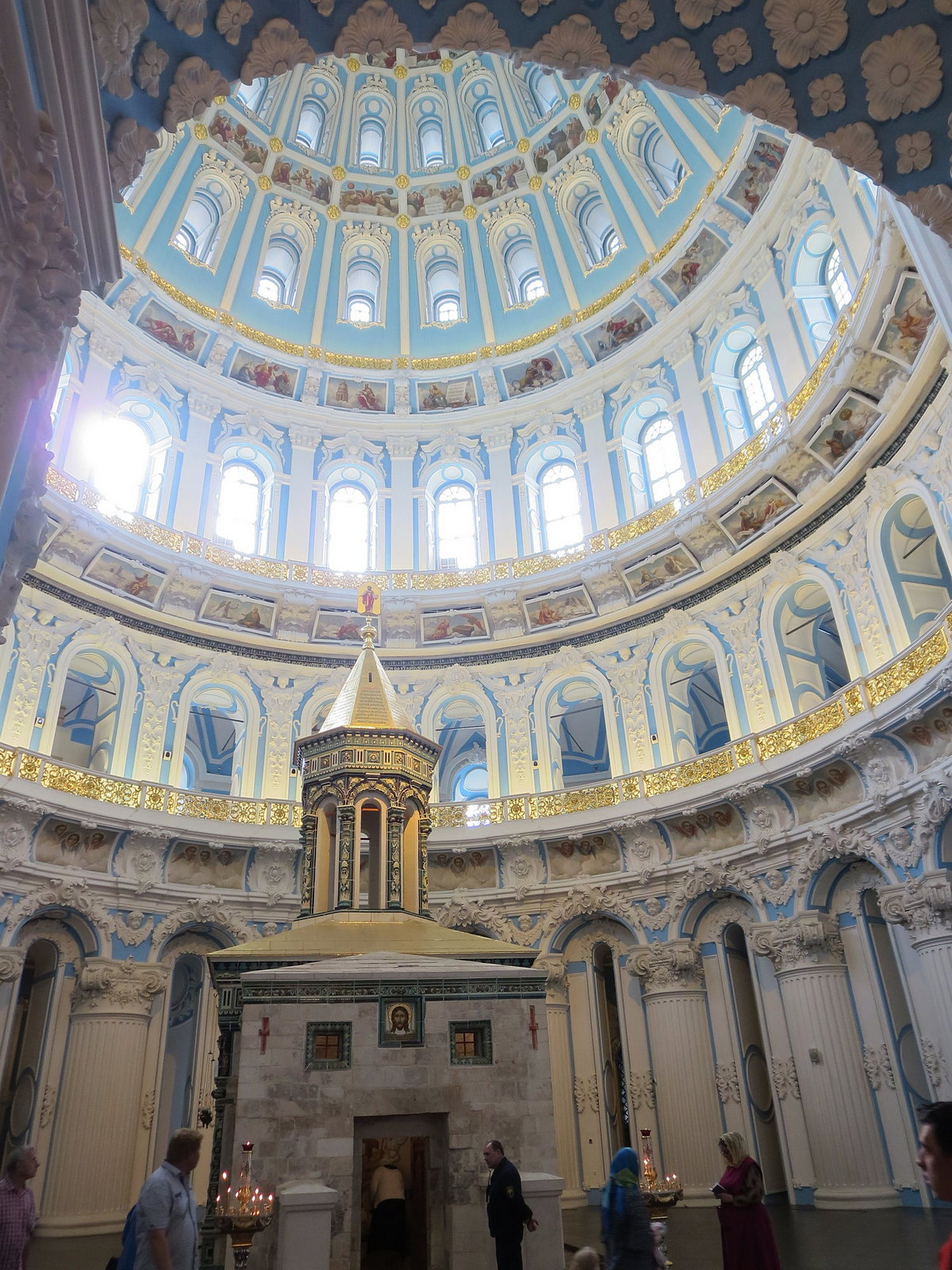
Nachgebaute Jerusalemer Grabstätte der Wiederauferstehung Christi im Innern des Klosters.

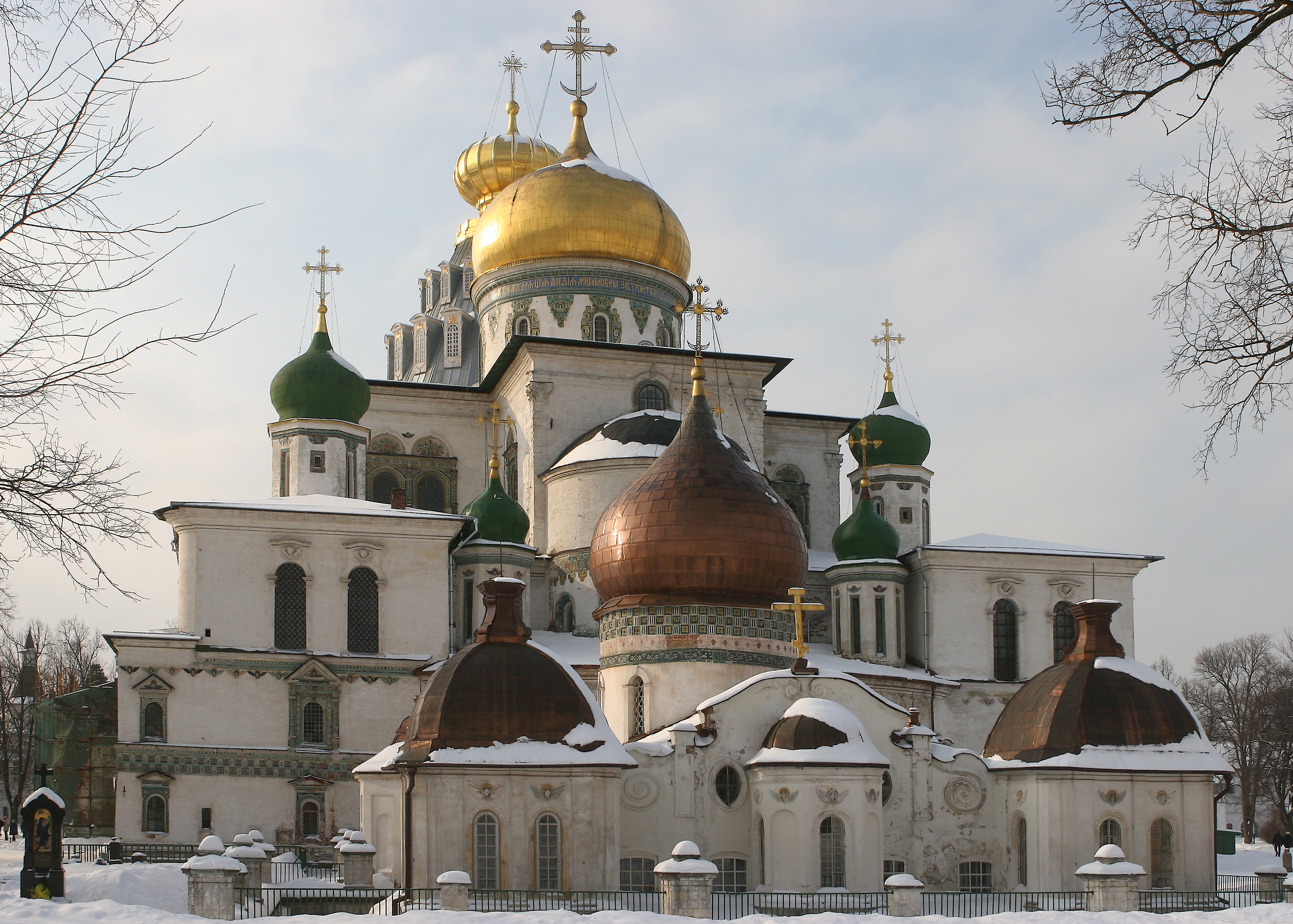
Kloster Neu-Jerusalem 2005

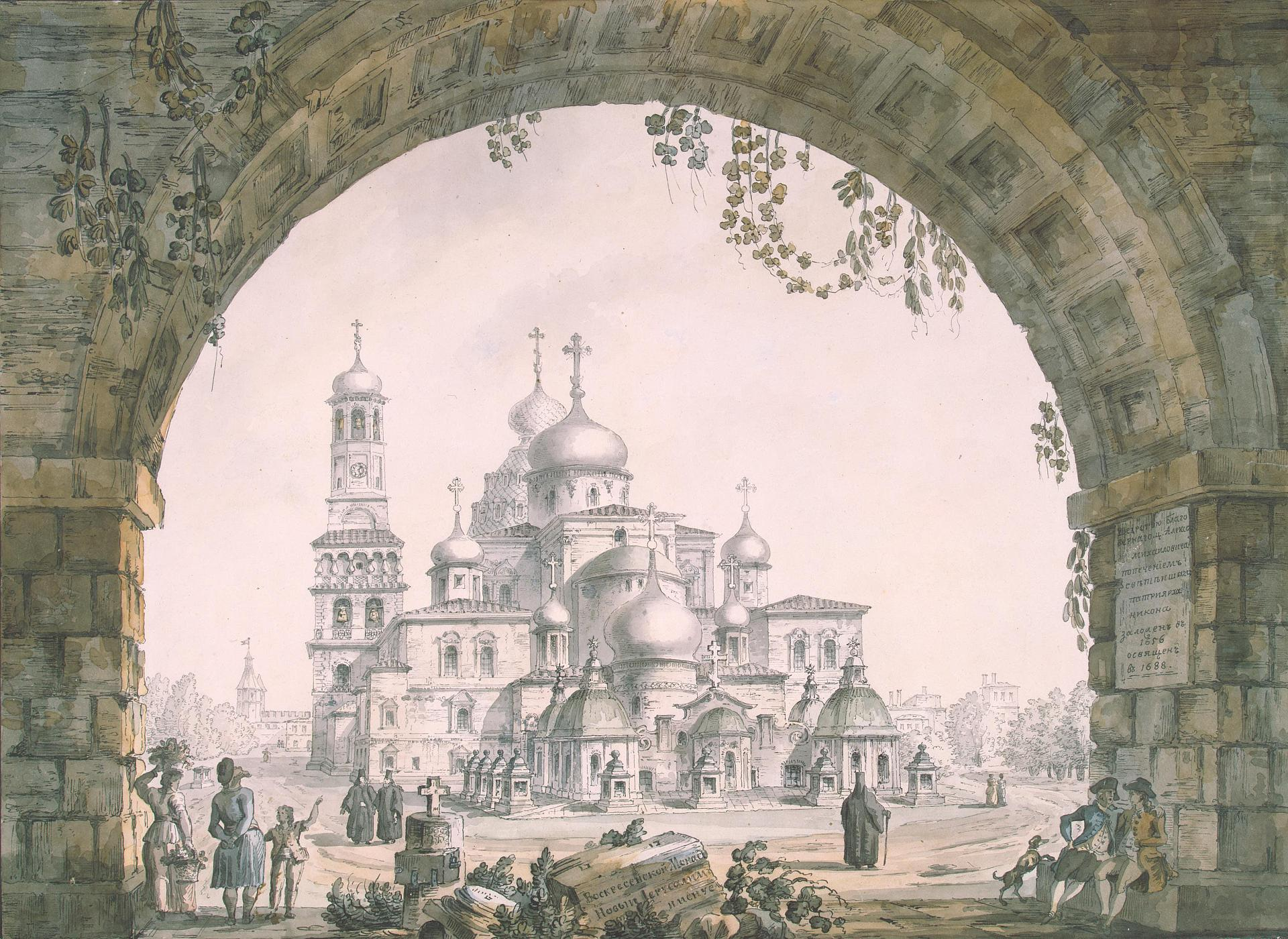
Zeichnung aus dem 19. Jahrhundert (mit Glockenturm)

Das Kloster Neu-Jerusalem, auch Wiederauferstehungs-Kloster genannt (russisch Новоиерусалимский монастырь) ist ein russisch-orthodoxes Männerkloster in der russischen Stadt Istra (Oblast Moskau).
Das Kloster wurde 1656 vom Patriarchen Nikon als Patriarchenresidenz außerhalb von Moskau gegründet und nach Neu-Jerusalem benannt. Zum Kloster gehören die Auferstehungskathedrale (1656–1685), Patriarch Nikons Wohnstätte, Steinmauer mit Türmen (1690–1694), die Kirche der Heiligen Dreifaltigkeit (1686–1698) und andere Gebäude, alle mit Majolika und Stuck ausgestattet. Zu den Architekten, die zu verschiedenen Zeitpunkten am Ausbau des Klosters mitgewirkt haben, gehörten Jakow Buchwostow, Matwei Kasakow, Bartolomeo Francesco Rastrelli und andere. Im 17. Jahrhundert bekam das Kloster Neu-Jerusalem eine große Bibliothek, in der Nikon Manuskripte aus anderen Klöstern zusammenstellte. Zum Zeitpunkt der Säkularisation im Jahr 1764 besaß das Kloster rund 13.000 Leibeigene.
Ein Jahr nach der Oktoberrevolution 1917 wurde das Kloster geschlossen. 1920 wurde hier ein Geschichts- und Kunstmuseum eröffnet. 1935 kam auch das Regionalmuseum der Oblast Moskau hinzu. 1941 wurde das Kloster Neu-Jerusalem während der Schlacht um Moskau von einer SS-Verfügungsdivision geplündert. Während ihres Rückzugs haben die Deutschen den großen Glockenturm in die Luft gesprengt und die Mauertürme zerstört. Das Gewölbe der Kathedrale brach zusammen und begrub die berühmte Ikonostase sowie andere historische Wertgegenstände unter sich.
1959 wurde das Museum für Besucher wiedereröffnet, jedoch ohne den Glockenturm und die Innere Ausstattung der Kathedrale.
In den 1990er Jahren begann Neu-Jerusalem wieder, als Männerkloster zu dienen.
Ab 2015 wurden früher zerstörte Teile des Klosters, auch der Glockenturm, wieder aufgebaut und die Innenausstattung mit einer Vielzahl von Schreinen und Ikonen restauriert und eingeweiht. Das Kloster ist seitdem zu einem beliebten Ziel für christliche Besucher und für Touristen geworden.